# Силы за свободу и перемены
Силы за свободу и перемены (араб. قوى إعلان الحرية والتغيير‎) — широкая политическая коалиция гражданских и повстанческих организаций в Судане. Сформирована во время революции 2018—2019 годов. Летом 2019 года вместе с военной хунтой, свергнувшей президента Омара аль-Башира, сформировала единое правительство. После военного переворота 2021 года была отстранена от власти.